# Dmitri Wladimirowitsch Nagijew

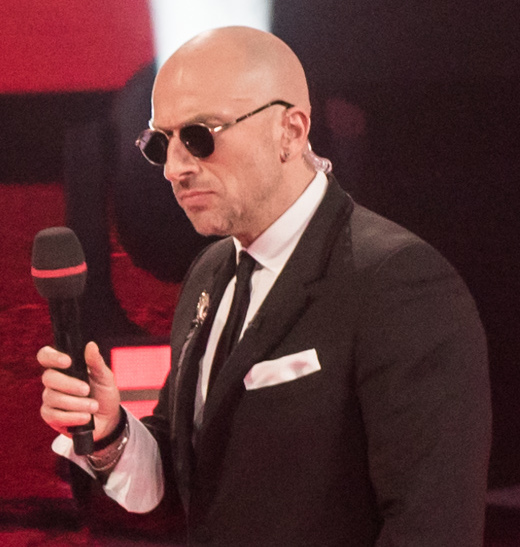
Dmitri Nagijew als Fernsehmoderator im Staatssender Perwy kanal (2018)

Dmitri Wladimirowitsch Nagijew (russisch Дми́трий Влади́мирович Наги́ев; * 4. April 1967 in Leningrad, UdSSR) ist ein russischer Schauspieler, Musiker, Showman und Fernseh- sowie Radiomoderator.

## Herkunft und Jugend
Der Großvater väterlicherseits Nikolai (geboren als Gulam) Nagijew flüchtete als Kind mit seiner Familie nach dem Ersten Weltkrieg aus dem Iran nach Aschgabat in der damaligen Turkestanischen ASSR (heute in Turkmenistan). Die Eltern starben früh, sodass Nikolai erst in einem Waisenhaus seinen slawisierten aserbaidschanischen Nachnamen bekam, der von den Leuten stammt, die ihn dorthin gebracht hatten. Nikolai heiratete Gertruda Sopke, die einer russlanddeutsch-lettischen Familie entstammte.
Der Vater Wladimir spielte bis zu seinem 17. Lebensjahr in einem Theater der Roten Armee in Aschgabat, begann aber schließlich bei dem Unternehmen LOMO in Leningrad (heute Sankt Petersburg) zu arbeiten. Die Mutter Ljudmila Sacharowna war als Lehrerin für Fremdsprachen tätig.
Dmitri Nagijew beschäftigte sich in seiner Jugend mit Sambo und wurde in den 1980er-Jahren sogar Juniorenmeister der UdSSR.
Von 1984 bis 1989 studierte er in Leningrad Elektrotechnik. Als Student hatte er Schwierigkeiten mit der Staatsmacht, da er in Warenspekulationen verwickelt war, was in der Sowjetunion unter Strafe stand.
1989/90 leistete er bei der Sowjetarmee seinen zweijährigen Pflichtwehrdienst ab. Seine Armeezeit beschreibt Nagijew vielfach als hart. Es kam mehrfach zu tätlichen Auseinandersetzungen, so dass er mit einem gebrochenen Nasenbein und gebrochenen Rippen nach Hause kam.

## Aufstieg und Karriere
1990/91 absolvierte Dmitri Nagijew an der Sankt Petersburger Staatlichen Akademie für Theaterkunst seine Schauspielerausbildung und hatte im Rahmen dieser auch einen mehrmonatigen Aufenthalt in Frankfurt am Main. Danach debütierte er als Theaterschauspieler und Radiomoderator, wo er gleich vier Mal zum „besten Radiomoderator des Landes“ ernannt wurde. Nebenher arbeitete Nagijew als Deejay in verschiedenen Clubs und moderierte Schönheitswettbewerbe.
1997 legte Dmitri Wladimirowitsch sein Debüt als Filmschauspieler ab. Im Kriegsfilm „Fegefeuer“ (russ. Чистилище) spielte er die Rolle des tschetschenischen Rebellenführers Dukus Israpilow.
Kurze Zeit später schaffte Nagijew seinen Durchbruch im Showgeschäft. Er moderierte Sendungen wie „Telekompakt“, „Eines Abends“, „Zeit des Geldes“ oder die Talkshow „Fenster“. Auch in Komödie-Serien wie „Vorsicht, modern!“ oder in Sportsendungen wie „Das große Rennen“ war Dmitri Nagijew als Moderator zu sehen.
2003 moderierte Nagijew das Finale von „Dom-1“ auf dem Fernsehsender TNT, des russischen Pendants zu Big Brother. Auch 2004 moderierte er das Finale, diesmal aber gemeinsam mit Xenija Sobtschak.
Zu seinen weiteren Showprojekten gehörten „Am Samstag Abend“ (2005), „Abschlussball im Kreml“ (2006), „Die große Wette“ (2006/2007), „Kampf der Übernatürlichen“ im ukrainischen Fernsehen (2009), „Minute des Ruhms“ gemeinsam mit Filipp Kirkorow (2010) und „Zwei Stars“ (2011/2012). Seit 2012 moderiert er die Gesangs-Castingshow „Stimme“.
Seit 2012 spielt er eine Hauptrolle in der populären Comedy-Serie „Küche“ (Кухня), wo er sich selbst spielt, als Besitzer eines renommierten französischen Restaurants in Moskau namens „Claude Monet“.
Zwischen 2013 und 2014 war Nagijew die Werbefigur des Mobilfunkbetreibers MTS.
Von April 2014 bis November 2017 war er in der ebenfalls populären Comedy-Serie Der Turnlehrer (Физрук) in der Rolle des Sportlehrers Oleg Jewgenjewitsch Fomin zu sehen.
Seit 2018 ist Nagijew vermehrt wieder als Theaterschauspieler tätig.
Im März 2021 spielte er in der Kriminalserie Tschikatilo (Чикатило) die Rolle des sowjetischen Serienmörders Andrei Romanowitsch Tschikatilo.

## Privates
Dmitri Nagijew war von 1986 bis 2010 mit der Radiomoderatorin Alla Anatoljewna Schelischewa verheiratet. Aus der Ehe ist der Sohn Kirill Nagijew (* 1989) hervorgegangen, der heute als Schauspieler und Fernsehmoderator tätig ist.
Nagijew betreibt gemeinsam mit seiner älteren Schwester und dessen Ehemann eine Pferdefarm bei Sankt Petersburg.